# 레드미 노트 12
레드미 노트 12(Redmi Note 12)는 샤오미 계열의 레드미 노트 시리즈이다.